# Grønspætter
Slægten Grønspætter (Picus) er en slægt indenfor spætterne.

## Arter
- Båndet grønspætte, Picus mineaceus
- Gulnakket grønspætte, Picus chlorolophus
- Rødvinget grønspætte, Picus puniceus
- Gulstrubet grønspætte, Picus flavinucha
- Pletstrubet grønspætte, Picus mentalis
- Burmagrønspætte, Picus viridanus
- Bambusgrønspætte, Picus vittatus
- Skælstrubet grønspætte, Picus xanthopygaeus
- Skælbuget grønspætte, Picus squamatus
- Japansk grønspætte, Picus awokera
- Grønspætte, Picus viridis
- Berbergrønspætte, Picus vaillantii
- Rødhalset grønspætte, Picus rabieri
- Sorthovedet grønspætte, Picus erythropygius
- Gråspætte, Picus canus